# Lipocarpha rehmannii
Lipocarpha rehmannii är en halvgräsart som först beskrevs av Henry Nicholas Ridley, och fick sitt nu gällande namn av Paul Goetghebeur. Lipocarpha rehmannii ingår i släktet Lipocarpha och familjen halvgräs. Inga underarter finns listade i Catalogue of Life.